# R4: Ridge Racer Type 4
R4: Ridge Racer Type 4 es un videojuego de carreras desarrollado y distribuido por Namco para la consola PlayStation. Es el cuarto videojuego de la franquicia Ridge Racer en producirse, y el último en ser lanzado para PlayStation. Originalmente, salió a la venta al mercado japonés en 1998 y a los mercados norteamericano y europeo en 1999. Posteriormente, fue relanzado en la PlayStation Network en 2011 e incluido en la PlayStation Classic que salió al mercado en 2018. Es el primer videojuego de la franquicia Ridge Racer en usar el Sombreado Gouraud en sus gráficos.

## Generalidades

### Mecánica de Juego
La principal modalidad de juego de Ridge Racer Type 4 es el "Grand Prix". El objetivo de esta modalidad es ganar el torneo "Real Racing Roots '99".
Esta competición está dividida en 4 etapas: dos carreras de clasificación, 2 carreras de cuartos de final, 3 semifinales y una carrera final celebrada en la víspera de año nuevo de 1999. Los jugadores pueden adquirir nuevos vehículos o mejorar los que ya poseen dependiendo del desempeño mostrado en cada etapa. El juego cuenta con 321 vehículos desbloqueables. Para poder desbloquearlos, el jugador debe de competir, clasificarse y ganar con todas las escuderías y con todos los fabricantes del juego.
Ridge Racer Type 4 cuenta con dos estilos de manejo. el primer estilo, que es el Drift, el jugador debe de sobrevirar el vehículo en las curvas para cruzarlas deslizándose en ellas. El segundo estilo, que es el  Grip, es más realista, empleando más el freno pero sin sobrevirar. El juego cuenta con 8 circuitos en total. El juego también cuenta con el Modo Versus (dos jugadores) y el modo Time Attack (contrarreloj)

### Escuderías
- Racing Club Micro Mouse Mappy - Fundado en 1981, el Racing Club Micro Mouse Mappy (o MMM), es un equipo francés liderado por la señorita Sophie Chevalier, una mujer algo feminista que sabe muy poco de mecánica, que compensa esta situación con el mecánico Juan Deperter, que arregla los coches optimizándolos para maniobrabilidad en las carreras. Sus coches destacan en el juego por ser los más sencillos de controlar y alcanzar a los rivales sin mucho esfuerzo. Su nivel de dificultad es el "Fácil". Su mascota es Mappy, de ahí su nombre. Los coches son rosados con franjas blancas y letras grandes MMM, y una franja de luna de color azul cuya inscripción muestra MMM. Inscripciones de MAPPY en la salpicadera encima de la rueda trasera, y en el alerón el número 83.

- Pac Racing Club - Pac Racing Club (PRC) es un equipo japonés de novedosa creación (1999). Comandado por Shinji Yazaki, un piloto de oscuro pasado y relaciones nada buenas con el jefe de RTS. Los coches de este equipo están equilibrados entre la velocidad máxima y la maniobrabilidad teniendo un mejor desempeño a diferencia de los MMM. Su dificultad es la "Normal". El PRC tiene como mascota al Pac-Man, y lo muestra en todos los coches de los niveles del 1 al 3, siempre que los del nivel 4 no sean superiores al número de coche 16, ya que van pintados de rojo. El número de sus coches es el 76.

- Racing Team Solvalou - Racing Team Solvalou (R.T. Solvalou o simplemente RTS), un equipo italiano fundado en 1959 por Enki Gilbert, es un japonés de orígenes italianos, cuyo hijo, Guiliano Gilbert murió en carrera por culpa de Yazaki. Sus coches están modificados para velocidad sacrificando un poco el manejo. Su dificultad es la "Difícil". La mascota es Xevious, del shooter Galaxian. Sus coches son grises con dos franjas azules y una blanca por en medio de estas, su número es el 02.

- Dig Racing Team - Un vetusto y glorioso equipo estadounidense fundado en 1965, actualmente en quiebra, buscando fama y dinero a toda costa. Robert Christman es el mánager del equipo. Sus coches están hechos para aceleración y velocidad, pero sacrificando mucho el manejo de los vehículos. Su dificultad es "Experto". Son los enemigos del videojuego Dig Dug, los Pooka, seres redondos, rojos y con gafas naranjas. Los coches están pintados de azul celeste con rayas amarillas y azul marino. El número de sus coches es el 14.

### Fabricantes
Existen 4 compañías de coches de diferentes nacionalidades las cuales cuentan con coches de calle, deportivos hasta las versiones de carreras con mejor desempeño.
- Assoluto - Una compañía italiana especializada en diseños aerodinámicos y deportivos, se caracterizan por ser rápidos y tomar las curvas con derrapes a altas velocidades. Su vehículo prototipo es el Vulcano, un auto que levita sobre el piso, siendo el segundo auto más rápido en el juego.

- Lizard - Una compañía estadounidense caracterizada por sus formas agresivas en el diseño de sus coches, al igual que Assoluto se enfocan al manejo con derrapes. Su vehículo prototipo es el Nightmare, un superauto con una increíble aceleración y velocidad máxima, es el tercer auto más rápido del juego.

- Terrazi - De origen japonés, esta compañía destaca por los diseños poco comunes y novedosos en sus vehículos, estos se enfocan al agarre, lo cual les hace tomar curvas aferrándose al camino sin derrapar. Su vehículo prototipo es el Utopia, un auto con una turbina como motor, por lo que prácticamente es un auto cohete de tres ruedas siendo el más rápido del juego.

- Age Solo - De origen francés, son conocidos por la producción de coches compactos y deportivos de aspecto elegante y clásico, se enfocan al agarre para tomar las curvas al igual que Terrazi. Su vehículo prototipo es el Ecureuil, un auto compacto de tres ruedas que destaca por ser el auto con la mejor aceleración y manejo de todos ya que alcanza los 312 km/h en cuestión de segundos.

### Pistas
The game has 8 courses, 6 of them have a shared portion. The courses are:
- Heat 1

Helter Skelter - in Yokohama
Wonderhill - in Fukuoka
- Heat 2

- Edge of the Earth - in New York
- Out of Blue - in Yokohama. The finish line straight are shared with Helter Skelter
- Final GP

- Phantomile - in Yokohama. Some of the circuit's scenery is shared with Helter Skelter and Out of Blue
- Brightest Nite - in New York. The finish line inside the airport are shared with Edge of the Earth
- Heaven and Hell - in Fukuoka. Half of the circuit are shared with Wonderhill
- Shooting Hoops - in Los Angeles

## Distribución

### Música
R4: Ridge Racer Type 4 Direct Audio es la banda sonora oficial del juego. Fue lanzada al mercado en 1999 por Namco. Es la segunda banda sonora de la franquicia Ridge Racer en publicarse. Fue compuesta en 1998 por el Equipo de Sonido de Namco (Namco Sound Team) compuesto por Kohta Takahashi, Hiroshi Okubo, Asuka Sakai, Tetsukazu Nakanishi, y Koji Nakagawa. Esta banda sonora cuenta con géneros musicales como el funk, breakbeat, acid jazz, UK garage, progressive house, y neo-soul.
El tema principal del juego, titulado "Ridge Racer (One More Win)", fue interpretado por la cantante estadounidense Kimara Lovelace.

## Recepción y Crítica
Según la página recopiladora de reseñas Metacritic el juego recibió críticas generalmente positivas.
El crítico Jeff Gerstmann de GameSpot dijo: "Si alguna vez te interesó algún juego de la serie Ridge Racer, entonces R4 es definitivamente el juego de carreras para ti."  La revista Next Generation lo calificó como "el mejor juego de carreras estilo arcade que se haya visto en PlayStation: es rápido, divertido y altamente adictivo". En Japón, la revista Famitsu le dio una puntuación de 35 de 40.

### Ventas
Fue un éxito comercial en Japón, Reino Unido, y Estados Unidos.
El juego vendió 759,527 copias en Japón y 297,564 copias en los Estados Unidos, La suma total de las ventas en ambos países fue de 1 057 091.